# AC4
AC4 é uma banda de hardcore punk proveniente de Umeå, Suécia. O AC4 se orgulha de suas raízes em outras quatro bandas, de onde vieram seus integrantes, Refused e The (International) Noise Conspiracy (Dennis Lyxzén), The Vectors (Backman) e DS-13 (Röstlund Jonsson).

## História
AC4 formada em abril de 2008 por vocalista Dennis Lyxzén, guitarrista Karl Backman, baixista David Sandström e o baterista Jens Nordén. A primeira apresentação com a formação original, foi no punk festival, em 5 de maio de 2008, no uma casa ocupada, em Uma.
Em setembro de 2009 lançaram o primeiro álbum também pela Ny Våg, AC4. Após o lançamento deste álbum, a banda saiu em sua primeira turnê pelos Europa.
Após o turnê pelos Austrália em abril de 2011, Sandström é enxotado. Seu álbum seguinte, Burn the World, foi o primeiro a apresentar baixista Christoffer Röstlund Jonsson.
Depois do lançamento do álbum em março de 2013, Nordén foi substituído pelo baterista Fredrik Lyxzén. O lançamento foi seguido por uma turnê Europa intitulada Burn The World Tour. A banda se apresentou na 2013 edição do festival de Groezrock e festival de Monster Bash.

## Membros
Atualmente
- Dennis Lyxzén - vocal
- Karl Backman - guitarra
- Christoffer Röstlund Jonsson - baixo
- Fredrik Lyxzén - bateria[9]

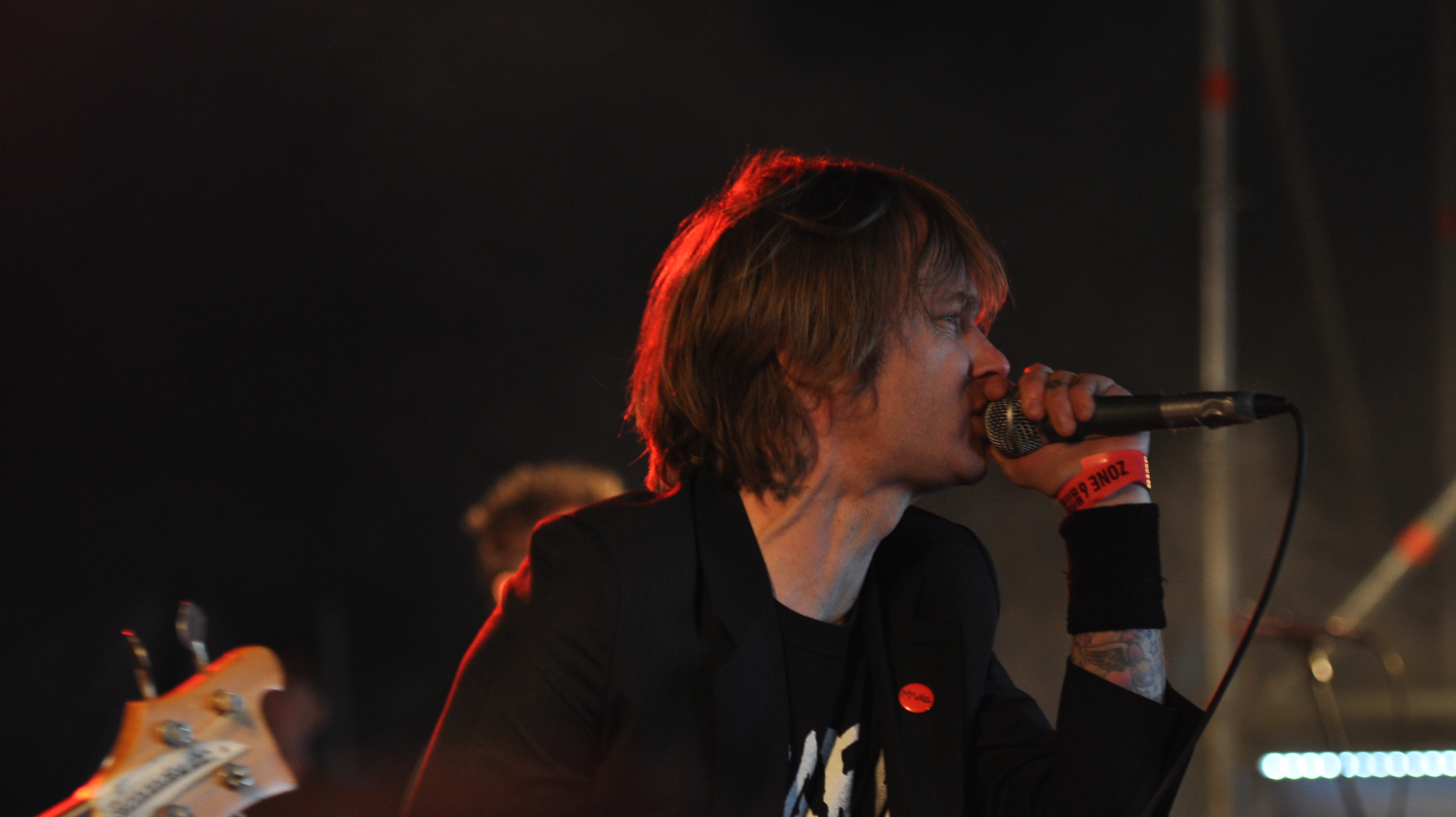
Dennis Lyxzén
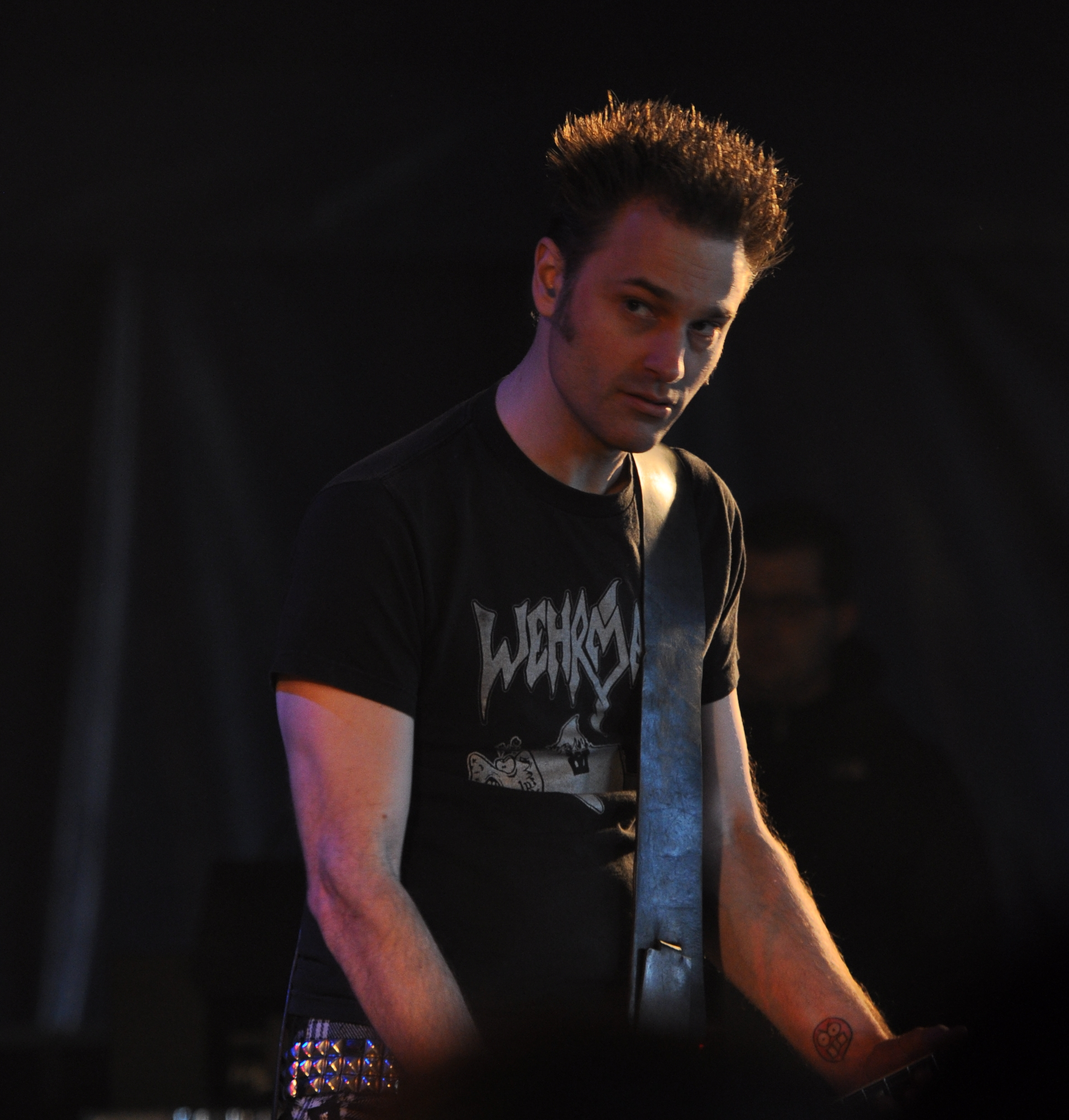
Karl Backman
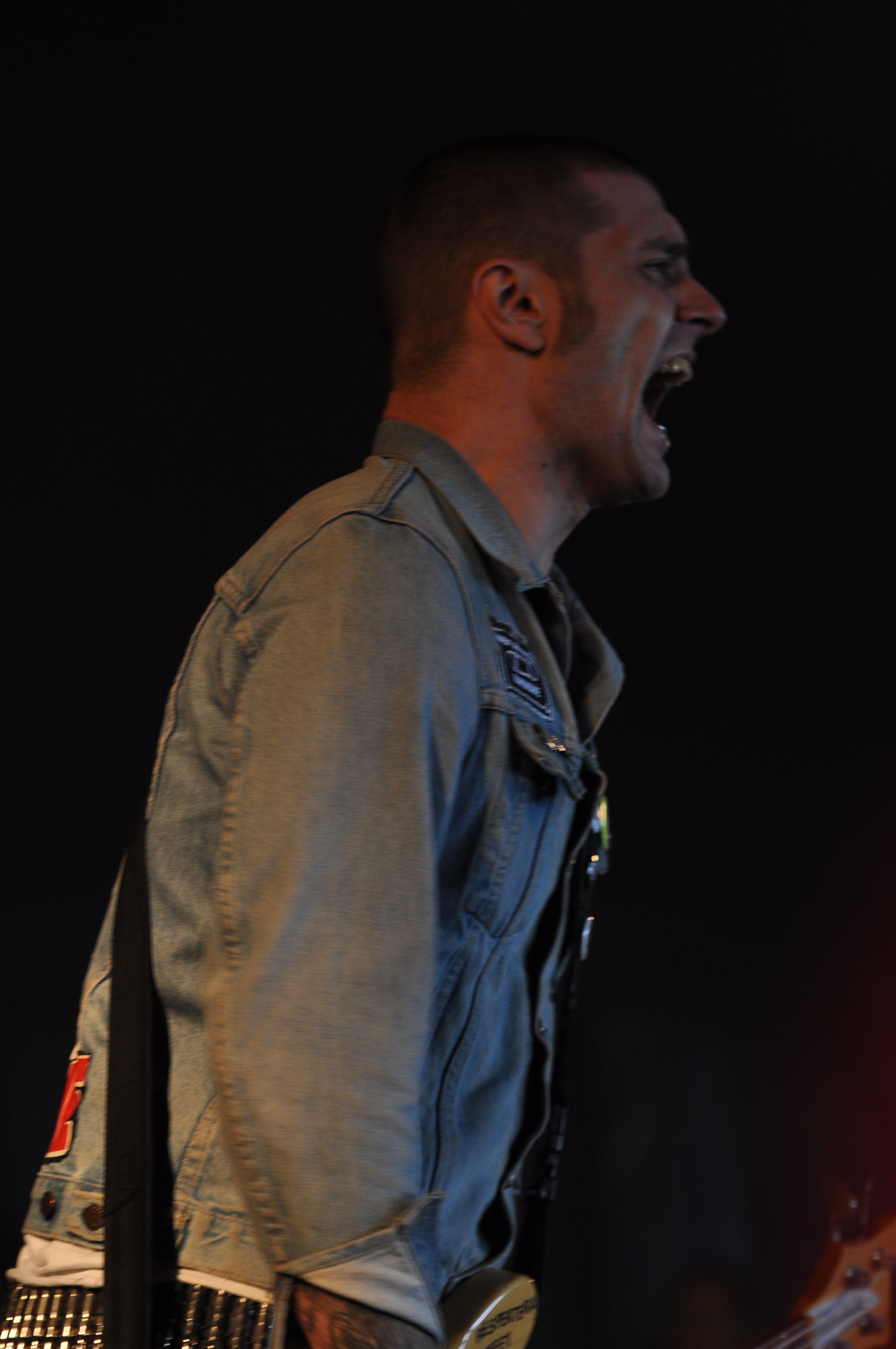
Christoffer Röstlund Jonsson
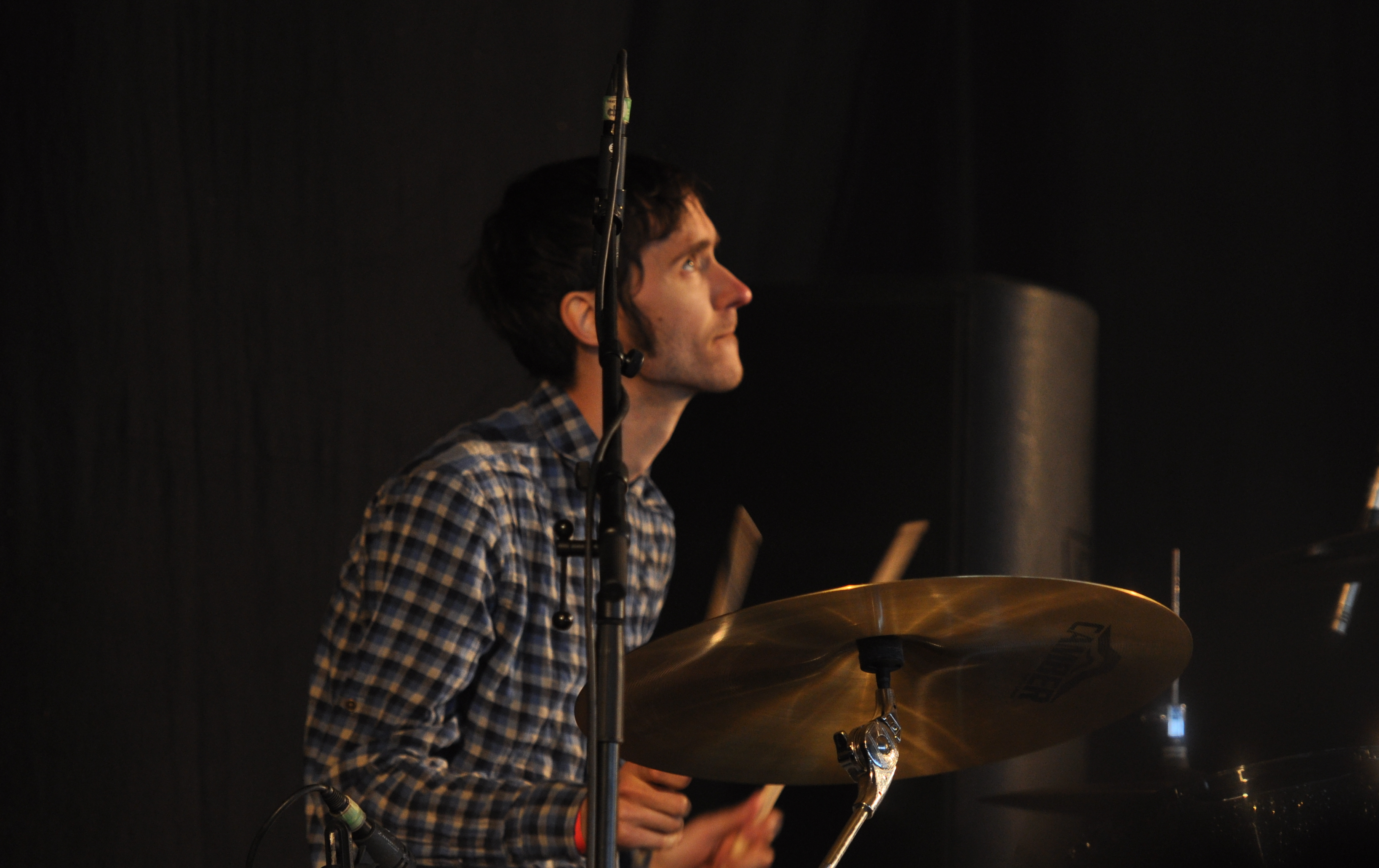
Fredrik Lyxzén

## Discografia

### Álbuns
- AC4 (Ny Våg 2009, Deranged Records 2010, Shock Records 2011)[10]
- Burn the World (Ny Våg, Deathwish Inc. 2013)[1]

### EPs e Singles
- Umeå Hardcore EP (P.Trash 2010)

### Compilações/outros
- Ox-compilation 86 (compilação, Ox Fanzine 2010)
- Umeå Vråljazz Giganter (compilação, Ny Våg 2010)
- AC4 / SSA (colaboração com Surprise Sex Attack, Aniseed Records 2010)[11]
- Angry Scenes - Volume 5 (compilação, Angry Scenes 2011)[12]

## Ligaçoes externas
- Página oficial